# Mafatih al-hayat
Pour les articles homonymes, voir Hayat.
Mafatih al-Hayat (arabe : مفاتیح الحیاه) est une œuvre religieuse écrite par l'ayatollah Javadi Amoli destiné à compléter Mafatih al-Janan, un livre de Cheikh Abbas Qummi.

## Auteurs
Les auteurs de Mafatih al-Hayat sont une équipe de rédacteurs travaillant au séminaire de Qom, sous la supervision l'ayatollah Javadi Amoli.

## libération
Le livre, qui a été publié en 2012, a été réimprimé par le Centre de Publication Isra de Qom 150 fois dans les deux ans de sa libération. Lors de la première affichée dans le Téhéran Exposition internationale du livre de 2012, il a été très bien reçu.

## Différences de Mafatih al-Janan
Selon les propres mots de Amoli, Mafatih al-Janan se concentre sur la façon dont les humains peuvent poursuivre la bonne voie dans la lumière de Dieu. En revanche, Mafatih al-Hayat discute des façons que l'homme peut interagir et de communiquer avec d'autres créatures.

## Résumé
Mafatih al-Hayat est divisé en cinq parties principales et une sixième partie finale:
- La première partie est présent dans l'interaction des humains avec eux-mêmes. Les chapitres de cette section comprennent: la pensée, l'apprentissage, en gardant le corps propre, manger, s'habiller, parure, hébergement, Voyage, le sommeil, les loisirs, les sports et ainsi de suite.
- La deuxième partie, sur les interactions avec les autres, a des chapitres sur d'autres musulmans, les étrangers, les pauvres, des ennemis, des citoyens et ainsi de suite.
- La troisième partie est sur l'interaction entre les personnes et le régime islamique, de discuter des affaires politiques, sociaux, municipaux et économiques.
- La quatrième partie de Mafatih al-Hayat est sur l'interaction humaine avec les animaux et discute en prenant soin des animaux, en profitant des animaux, droits des animaux, etc
- La cinquième partie est consacrée à l'interaction humaine avec l'environnement, y compris les questions d'environnement, le sol, les arbres, les espaces verts, le vent, la pluie, les rivières, les routes, le carburant, le tourisme et ainsi de suite.
- La dernière partie comprend des travaux sur les mois lunaires, les traditions et ainsi de suite.

## références
1. ↑  « Le dévoilement du livre "Mafatih Alhyah' », Le Centre de bibliothèques, de musées et de documents de l'Assemblée consultative islamique
2. ↑  « Un regard sur Mafatih al-Hayat par l'ayatollah Javadi Amoli: un livre qui représente l'antithèse de la pensée laïque », La direction générale Centre de radiodiffusion
3. ↑  « Un regard sur Mafatih al-Hayat par l'ayatollah Javadi Amoli », Jahan News

## liens externes
- Site personnel de l'ayatollah Javadi Amoli
- Site personnel de l'ayatollah Javadi Amoli